# Langobardské písmo

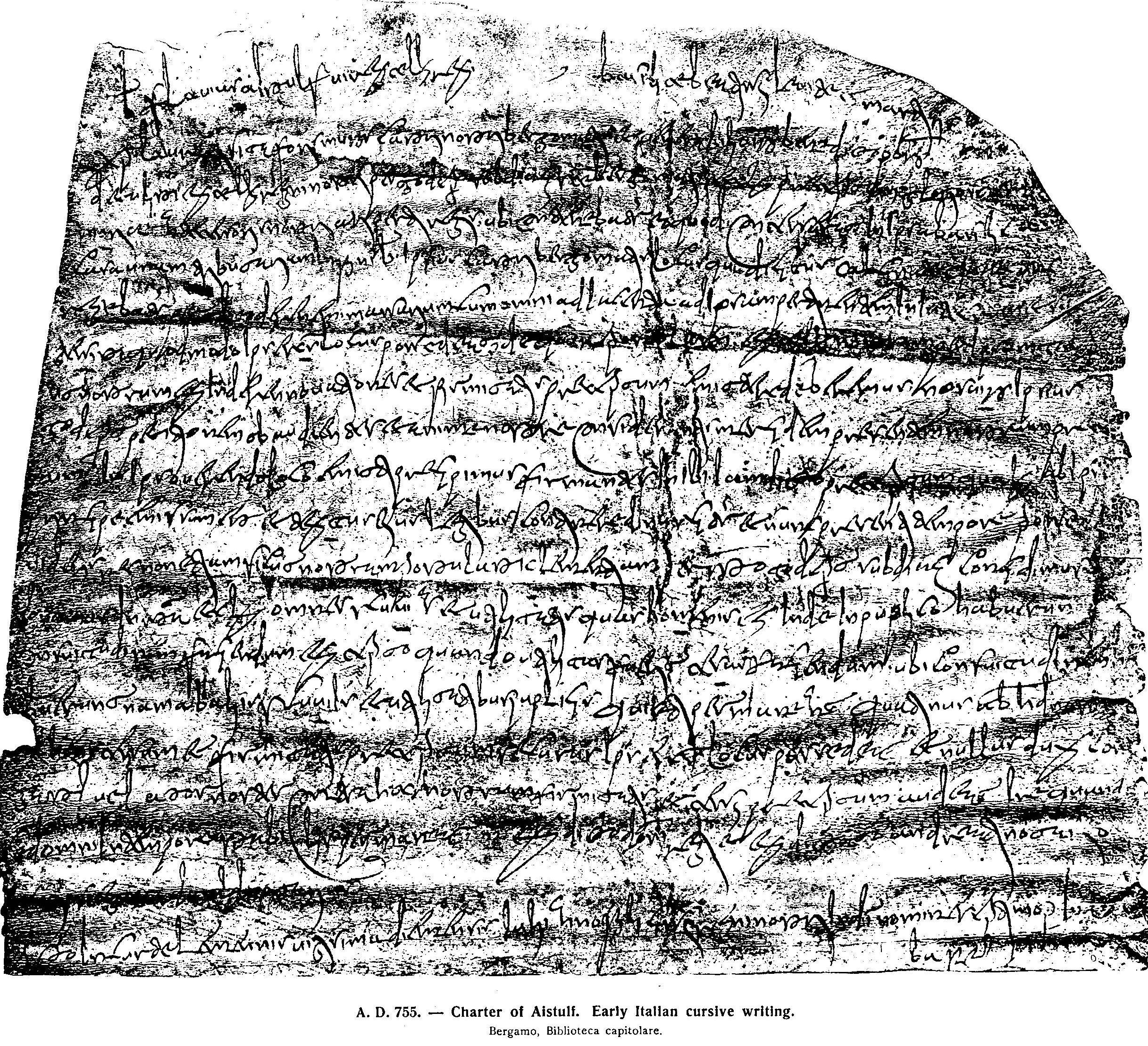
Ukázka langobardské kurzívy z listiny krále Aistulfa z roku 755

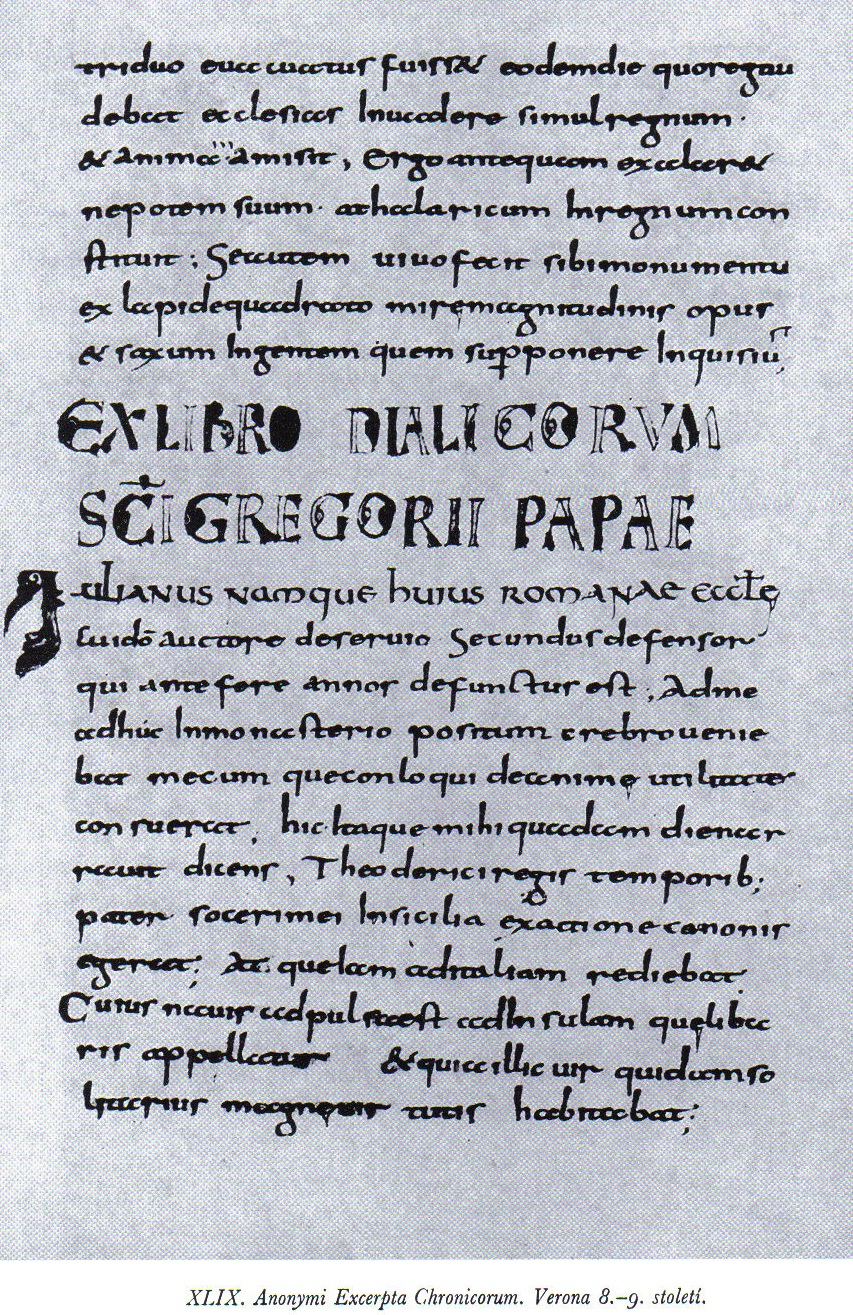
Ukázka langobardské minuskuly z kodexu Anonymi Excerpta chronicorum

Langobardské písmo je jedno z tzv. národních písem, které se používalo na území dnešní severní a jižní části Itálie od 8. do 12. století.
Otázka italského písma v období tzv. národních písem je poněkud složitější. Zapříčiňuje to kulturní i politická různorodost italského území. Vedle kanceláře papežské kurie využívající kuriály a prostředí kláštera Monte Cassino, které se vyznačuje beneventsko-montecassinským písmem, se v severních a jižních državách Langobardského království objevuje další vývojová forma mladší římské kurzívy.
Do dnešního dne se nedochovala žádná památka z langobardské královské kanceláře. Poprvé je toto písmo doloženo v opisu diplomu langobardského krále Aistulfa z roku 755. Zpočátku se jen velmi málo liší od římské minuskulové kurzívy. Teprve až z doby, kdy Karel Veliký zničil langobardskou říši, jsou dochovány reprezentativní památky. Jedná se především o sienskou listinu z roku 777, kterou charakterizují dlouhé dotažnicové délky. Typický je tvar litery „a“ ve formě dvou „c“ řazených za sebou „cc“, kdy se horní část druhého „c“ napojuje na následující písmeno. Zvláštní podobu mělo „e“, které připomíná dnešní zkratku „&“. Zvláštní vzhled má „t“, jehož levá část břevna je ohýbána směrem dolů a napojována na patu dříku, čím vytváří grafém velmi podobný dnešnímu kurzivnímu „a“. Stejně jako pro mladší římskou kurzívu, tak také pro langobardsou kurzívu je typické malé množství zkratek a velká četnost ligatur. V 10. století bylo toto písmo ze severoitalských langobardských držav postupně vytlačováno karolinskou minuskulou. V upravené verzi v kanceláři jihoitalských notářů se však nadále užívalo až do počátku 14. století i přes zákaz císaře Fridricha II. z let 1220 a 1231.
Langobardská minuskula, užívána především v kodexech, se jen velmi málo liší od své listinné verze. Snad jediným zásadním rozdílem je potlačení kurzivních rysů. Stejně jako kurzíva se zpočátku vyvíjela stejně v severní i jižní části Itálie a to až do sklonku 8. století, kdy Karel Veliký rozvrátil langobardské království. Na písmo severoitalských klášterů (Bobbio, Lucca, Novara, Verona) poté působily různé cizí vlivy, díky kterým je možné přesněji určovat provenienci rukopisu. Z nejznámějších památek lze uvést berlínský kodex Anonymi Excerpta chronicorum z kláštera ve Veroně z přelomu 8. a 9. století či pařížský rukopis Servii commentarius in artem Donati napsaný v klášteře Monte Cassino v letech 779–797. Již v 9. století byla tato severoitalská podoba langobardské minuskuly vytlačena nastupujícím karolinským písmem.